# Лудвиг фон Изенбург-Клееберг
Лудвиг фон Изенбург-Клееберг (на немски: Ludwig I von Isenburg-Cleeberg † ок. 1304) е господар на Изенбург-Гренцау и бургграф на Гелнхаузен.

## Произход
Той е третият син на Хайнрих II фон Изенбург († 1278) и съпругата му Мехтилд фон Хохщаден († сл. 1264), дъщеря на граф Лотар I фон Аре-Хохщаден и съпругата му Мехтилд фон Вианден. Майка му е сестра на Конрад фон Хохщаден, архиепископ на Кьолн (1238 – 1261).
Погребан е в манастир Мариенборн.

## Фамилия
Лудвиг се жени пр. 10 октомври 1258 г. за Хайлвиг фон Тюбинген-Гисен († сл. 1294), дъщеря на граф Вилхелм I фон Тюбинген-Гисен († 1256) и съпругата му Вилибирг фон Вюртемберг († 1252), дъщеря на граф Лудвиг III фон Вюртемберг. Те имат децата:
- Хайлвиг (* ок. 1286; † 1336), омъжена 1286 г. за граф Енглеберт I фон Цигенхайн-Нида († 1330)
- Лотар († 1340/1341), господар на Бюдинген-Гренцау-Вилмар, женен пр. 24 февруари 1318 г. за Изенгард фон Фалкенщайн-Мюнценберг († сл. 1326), дъщеря на Филип III фон Фалкенщайн-Мюнценберг
- Ирмгард († 1302/1303), омъжена ок. 30 юни 1284 г. (1303 г.) за граф Вилхелм I фон Катценелнбоген († 1331)
- Хайнрих I (* 1279; † 2 юли 1298 при Гьолхайм), господар на Изенбург-Бюдинген, женен за Лиза фон Хоенфелс, дъщеря на Филип I фон Боланден-Хоенфелс
- Лудвиг († ок. 1296), каноник във Вецлар, ректор в Бюдинген
- Фридрих († сл. 1286)
- Вилхелм († сл. 1313), вер. приор на Св. Георг в Лимбург 1293 г.
- Лукарда († 1309), омъжена сл. 1303 г. за Филип III фон Фалкенщайн († 1322), син на Вернер I фон Фалкенщайн (* ок. 1250)
- (незаконно) Лудвиг фон Клееберг († 1356)